# Cycas panzhihuaensis
Pour l’article homonyme, voir Cycas (informatique).
Espèce
Statut de conservation UICN

 VU B1ab(iii,v) : Vulnérable
Statut CITES
Cycas panzhihuaensis (en chinois 攀枝花苏铁 Pānzhīhuā sūtiě) est une espèce de plantes de la famille des Cycadaceae. C'est un arbuste, originaire des provinces chinoises du Sichuan et de Yunnan. Il vit dans les montagnes de ces régions entre 1 100 et 2 000 mètres.
Ce Cycas est peut-être le seul représentant du genre à pouvoir supporter des températures hivernales particulièrement basses, -15 °C à l'âge juvénile en pleine terre.
Il reste encore rare en culture en Europe.

## Caractéristiques botaniques
- Feuillage vert sombre, penné, aux folioles plus espacées que Cycas revoluta.
- Plante dioïque.
- Commence dans son jeune âge à produire un caudex rond, puis monte en hauteur.
- Pétioles glabres
- Croissance très rapide à l'état juvénile.

## Culture
Cycas panzhihuaensis supporte l'humidité estivale et hivernale, mais apprécie un sol bien drainé en région plus continentale, il peut supporter des températures de -15 °C à l'âge juvénile s'il est planté depuis plusieurs années.
La jeune plante peut déjà souffrir dès -5 °C.
Abriter pendant les froids intenses et humides par un paillage et une protection non hermétique.
Il faut éviter les apports d'engrais, la plante se contentant d'un sol pauvre, mais sans argile.

## Multiplication
- Bouturage de mini caudex apparaissant sur le caudex mère après ressui de 2 jours au frais.
- Germination des graines après trempage, à une température de 30 °C dans un terreau désinfecté au micro-onde.